# Tadzhikia mistshenkoi
Tadzhikia mistshenkoi is een rechtvleugelig insect uit de familie sabelsprinkhanen (Tettigoniidae). De wetenschappelijke naam van deze soort is voor het eerst geldig gepubliceerd in 1968 door Stolyarov.